# The Crystal Ship
«The Crystal Ship» («Хрустальный корабль») — песня калифорнийской группы The Doors с их дебютного одноимённого альбома. Была издана на стороне Б сингла «Light My Fire» весной 1967 года. Это одна из самых сильных поэтических работ Моррисона.

## История
Моррисон обращается в этой песне к малоизвестной кельтской легенде, согласно которой ирландский герой Коннла (Connla) был унесён богиней в «земной рай за пределами моря» на волшебном корабле, принадлежавшем божеству по имени Мананнан (Manannan). Хрустальный корабль управлялся силою мысли и мог перемещаться как по воде, так и по воздуху.
Однако было высказано другое предположение, что вдохновение для The Crystal Ship Джим взял от образа ночной иллюминации нефтяной башни Холли (Platform Holly), расположенной у побережья Санта-Барбары, которая похожа на хрустальный корабль — и Моррисон был вдохновлён её видом, однажды увидев её на пляже ночью.
По словам Джона Денсмора, эта песня была посвящением бывшей подруге Моррисона Мэри Уэрбелоу (Mary Werbelow). Текст «прежде, чем ты вырубишься, я хотел бы получить ещё один поцелуй» отсылает к их отношениям в Клируотере в 1965 году.
Первоначально, согласно книге No One Here Gets Out Alive, именно эта композиция предназначалась для длинных инструментальных импровизаций. От этого решения отказались в пользу композиции «Light My Fire».

## Кавер-версии
Среди исполнителей сделавших кавер-версии песни были Duran Duran, Nicole Atkins, Chris Whitley, George Winston, Nevermore, Joe Perry. На своих концертах The Crystal Ship играли Патти Смит, Tangerine Dream, и The Smashing Pumpkins.